# 情書 (桌上遊戲)

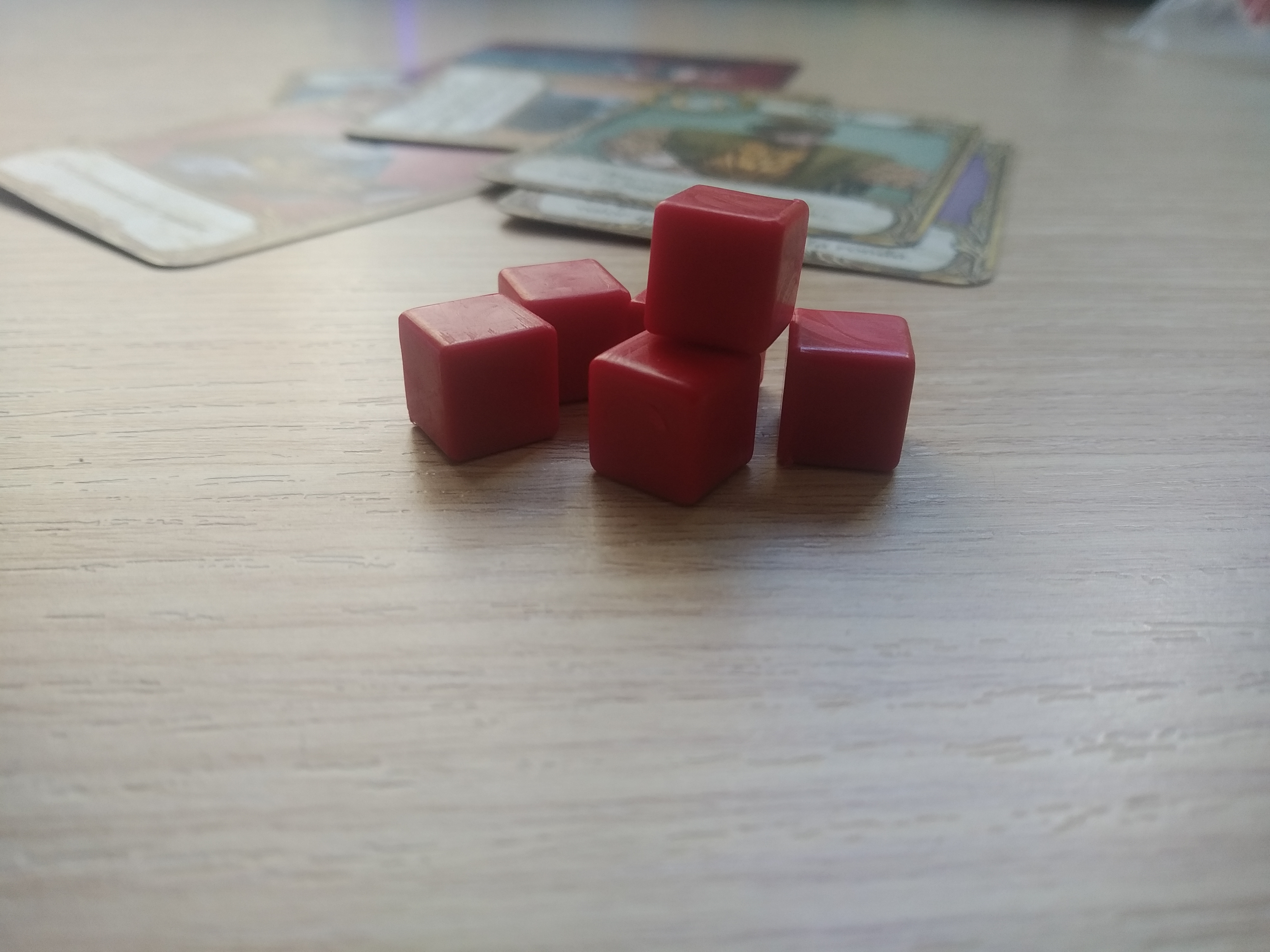
情書遊戲中的物品。玩家每次贏得一輪比賽時都會獲得這些獎勵。根據玩家人數達到所需服裝數量的人獲勝。

情書是一款在2012年5月由Seiji Kanai設計的桌遊，由美國桌遊公司Z-Man Games所發行。2016年推出可供最多8人遊玩的豪華版 (Love Letter Premium Edition)。

## 遊戲背景
每位玩家的目標都是想要遞送情書給公主，獲得公主的芳心。

## 玩法
支援2到4位玩家遊玩。
1. 首先將16張角色卡洗勻，並從牌堆取出一張牌(卡面朝下)至棄牌區
2. 接著每個玩家從牌堆抽一張牌。
3. 玩家的每一回合將從牌堆抽一張牌，接著從手中的兩張牌中打出一張牌同時觸發牌面的效果。
4. 遊戲將依順時針或逆時針方式輪至每個玩家的回合直到牌堆沒有牌，或是在遊戲過程減少到只剩一位玩家則遊戲提前結束且該玩家獲勝。

獲勝條件：
1. 在牌庫抽完前，只剩一位玩家未出局，該玩家獲勝。
2. 當牌堆沒有牌時，所有玩家攤開手牌，由牌面數值最大的玩家獲勝。獲勝的玩家將得到一個公主的愛心，愛心最先獲得某個數量的玩家則贏得最終的勝利（2人7個，3人5個，4人4個）。

## 牌面與效果
| 牌面     | 數值 | 數量 | 效果                                                                                         |
| -------- | ---- | ---- | -------------------------------------------------------------------------------------------- |
| 侍衛     | 1    | 5    | 出牌時猜任一位玩家的手牌，如果猜中則出局，其中不能猜測對方為侍衛                             |
| 牧師     | 2    | 2    | 出牌時可以查看任一位玩家的手牌                                                               |
| 男爵     | 3    | 2    | 出牌時與任一位玩家的手牌比大小，數字小的玩家出局，平手則沒事                                 |
| 女僕     | 4    | 2    | 出牌後此玩家一回合內受到保護，其他玩家無法對他使用技能                                       |
| 王子     | 5    | 2    | 出牌時可以指定任一位玩家(包括自己)，(面朝上)棄掉手牌並抽一張；如果棄的牌是公主，則該玩家出局 |
| 國王     | 6    | 1    | 出牌時可以與任一位玩家交換手牌                                                               |
| 伯爵夫人 | 7    | 1    | 如果手牌同時有這張牌和王子或國王，則必須打出伯爵夫人，不能選擇打出王子或國王                 |
| 公主     | 8    | 1    | 玩家若棄掉公主，則出局                                                                       |